# Référendum constitutionnel de 1967 en république démocratique du Congo
Un référendum constitutionnel a lieu du 4 au 10 juin 1967 en république démocratique du Congo. La population est amenée à se prononcer sur la proposition de constitution de la Deuxième République. Le résultat a été un oui à une très large majorité (98,44 %).

## Objet
La nouvelle constitution instaure une république présidentielle sous la forme d'un État unitaire doté d'un parlement unicaméral. Le président de la République, âgé d'au moins quarante ans, est élu par le parlement et confirmé par référendum populaire pour un mandat de sept ans renouvelable indéfiniment. Il peut gouverner par décrets. Les femmes obtiennent le droit de vote, tandis qu'un maximum de deux partis politiques sont autorisés.
La constitution donne un pouvoir accru au Gouvernement central et au président, qui devient chef de l'état, de la police et de l'armée, et chargé des affaires étrangères. Le président approuve ou démissionne les ministres et leurs membres de cabinet, et fixe leurs attributions. Les ministres sont chargés de la stricte exécution des ordres et programmes du président. Le président approuve ou démissionne également les gouverneurs de province, ainsi que tous les juges, y compris ceux de la Cour suprême.
Le parlement bicaméral est remplacé par une assemblée unique, dénommée Assemblée nationale. Le président de la République a le pouvoir de légiférer quant aux dispositions non prévues par les lois, sans préjudice de la Constitution. Sous certaines conditions, le président peut gouverner par des arrêtés présidentiels, qui prévalent sur les lois.

## Résultats
Les électeurs sont amenés à voter par le biais d'un bulletin "Pour" de couleur rouge, ou d'un bulletin "contre" de couleur noire.
| Choix                  | Choix                  | Votes       | %     |
| ---------------------- | ---------------------- | ----------- | ----- |
|                        | Pour                   | 8 223 626   | 98,44 |
|                        | Contre                 | 129 979     | 1,56  |
|                        |                        |             |       |
| Votes valides          | Votes valides          | 8 353 605   | 99,53 |
| Votes blancs et nuls   | Votes blancs et nuls   | 39 760      | 0,47  |
| Total                  | Total                  | 8 393 365   | 100   |
| Inscrits/Participation | Inscrits/Participation | ≈14 200 000 | 59,1  |

| Oui : 8 223 626 (98,44 %) |
| ▲                         |
| Majorité absolue          |